# Sitobion pauliani
Sitobion pauliani är en insektsart. Sitobion pauliani ingår i släktet Sitobion och familjen långrörsbladlöss. Inga underarter finns listade i Catalogue of Life.